# Elsinho
Elson Ferreira de Souza (sinh ngày 30 tháng 10 năm 1989), thường được biết với tên Elsinho, là một cầu thủ bóng đá người Brasil thi đấu ở vị trí hậu vệ phải cho Kawasaki Frontale.

## Thống kê câu lạc bộ
Cập nhật đến ngày 23 tháng 2 năm 2018.
| Thành tích câu lạc bộ | Thành tích câu lạc bộ | Thành tích câu lạc bộ | Giải vô địch | Giải vô địch | Cúp                   | Cúp                   | Cúp Liên đoàn | Cúp Liên đoàn | Châu lục | Châu lục  | Tổng cộng | Tổng cộng |
| Mùa giải              | Câu lạc bộ            | Giải vô địch          | Số trận      | Bàn thắng    | Số trận               | Bàn thắng             | Số trận       | Bàn thắng     | Số trận  | Bàn thắng | Số trận   | Bàn thắng |
| Nhật Bản              | Nhật Bản              | Nhật Bản              | Giải vô địch | Giải vô địch | Cúp Hoàng đế Nhật Bản | Cúp Hoàng đế Nhật Bản | J. League Cup | J. League Cup | AFC      | AFC       | Tổng cộng | Tổng cộng |
| --------------------- | --------------------- | --------------------- | ------------ | ------------ | --------------------- | --------------------- | ------------- | ------------- | -------- | --------- | --------- | --------- |
| 2015                  | Kawasaki Frontale     | J1 League             | 34           | 8            | 3                     | 1                     | 6             | 3             | –        | –         | 43        | 12        |
| 2016                  | Kawasaki Frontale     | J1 League             | 33           | 5            | 5                     | 1                     | 2             | 0             | –        | –         | 40        | 6         |
| 2017                  | Kawasaki Frontale     | J1 League             | 21           | 5            | 1                     | 0                     | 4             | 2             | 2        | 2         | 28        | 9         |
| Tổng                  | Tổng                  | Tổng                  | 88           | 18           | 9                     | 2                     | 12            | 5             | 2        | 2         | 111       | 27        |

## Danh hiệu

### Câu lạc bộ
- J1 League (1): 2017

### Cá nhân
- J.League Best XI (1): 2017